# Железнодорожный транспорт Уругвая

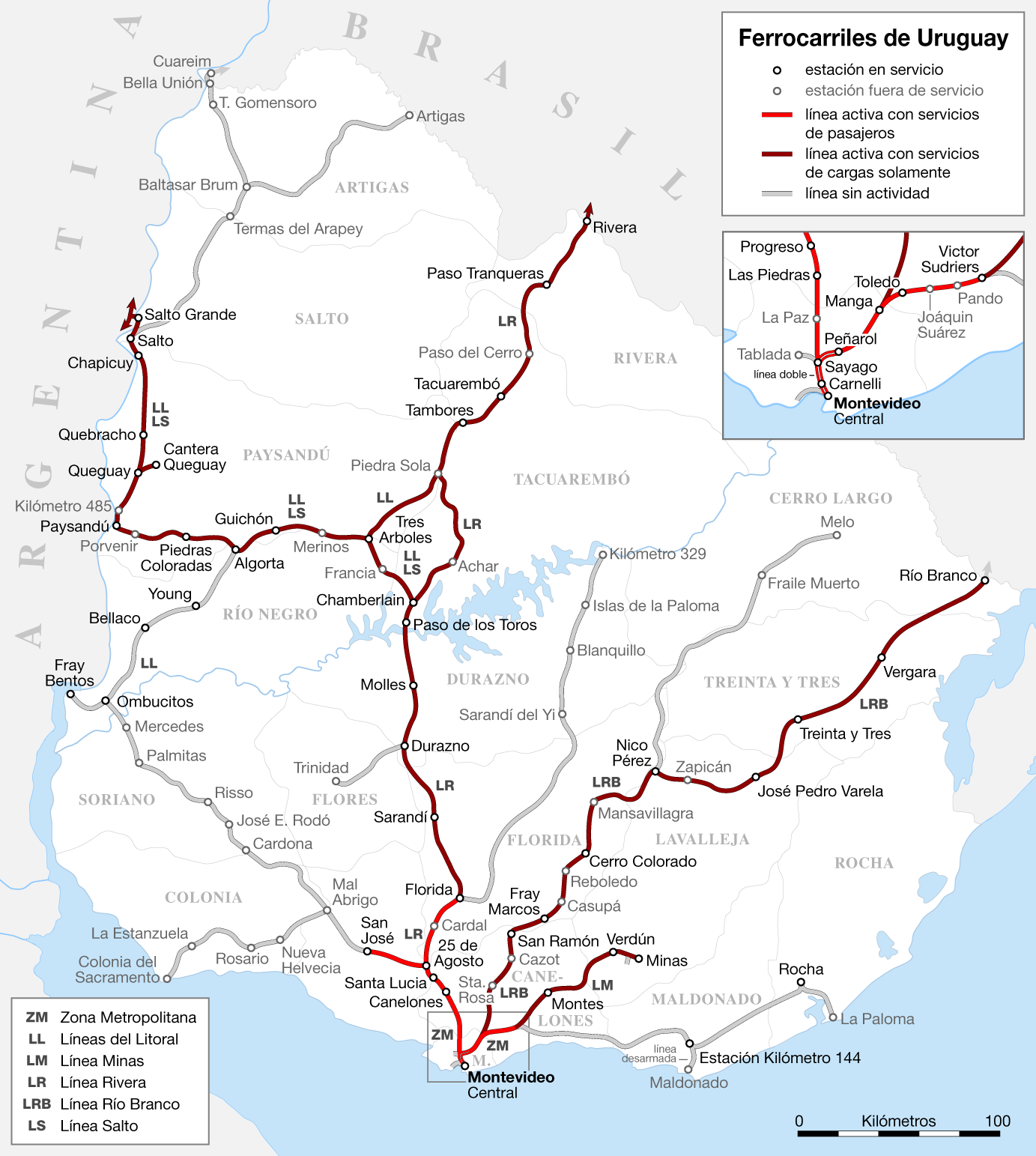
Карта-схема железнодорожной сети в Уругвае

Сеть уругвайской железной дороги растянулась на 2900 км.
Она, как и во многих других латиноамериканских странах, радиального типа, то есть разные города внутри страны соединены ею, но все ветви сходятся в столице страны Монтевидео, поскольку порт этого города является основным для экспорта производимой в стране продукции.
Ширина колеи в Уругвае 1435 мм. Повсеместно применяется лишь тепловозная тяга. Длина двухпутных линий всего в 11 км. Половина дорог закрыта, грузовые поезда курсируют в направлениях Монтевидео — Ривера — Сантана-ду-Ливраменту, Сайаго — Минас и других. Регулярные пассажирские перевозки осуществляются с декабря 2006 года.
Общая длина сети железных дорог: 2835 км
Ширина колеи: 1435 мм (4 фута, 8,5 дюйма) — 2835 км
Используемых дорог: 1507 км
Заброшенных дорог: 1328 км

## История

Центральный железнодорожный вокзал в Монтевидео

Работы по строительству первой железнодорожной линии в Уругвае начались 25 апреля 1867 года с ветви между Пасо-дель-Молино и Серро, движение по которой осуществлялось на конной тяге. Первой крупной линией стала линия Монтевидео-Дурасно, протянувшаяся на 205 км. Первые 18 километров (11 миль) ветви между Белья-Виста и Лас-Пьедрас, были открыты 1 января 1869 года. Чтобы продолжить строительство линии и из-за нехватки денежных средств в стране, приходилось брать большие займы в Лондоне. Таким образом Британия приобрела контрольный пакет акций. Центральная железнодорожная система Уругвая (CUR), крупнейшая британская компания, работающая в стране, была официально основана 1 января 1878 года. К этому времени появилось несколько крупных предприятий. Все они оказались под британским контролем, поскольку не смогли найти средств для завершения работ.

## Пассажирские перевозки
Регулярные перевозки пассажиров производятся между Монтевидео и Агосто (63 км) с 26 августа 1993 года (ранее все регулярные пассажирские были закрыты со 2 января 1988 года). Один ежедневный поезд был добавлен до Сан-Хосе-де-Майо (96 км от Монтевидео) 15 января 2007 года, а сообщение другого было продолжено от Агосто до Флориды (109 км от Монтевидео) 2 января 2008 года.

## Узкоколейные дороги
В Уругвае также существовали и в некоторых случаях существуют и ныне линии узкой колеи.
Существовали участки с колеёй 914 мм, 750 мм, 600 мм.

## Международные стыки
- Аргентина — 1435 мм (4 фута, 8,5 дюйма), грузовое железнодорожное сообщения через плотину Сальто-Гранде. Обслуживание пассажиров было введено на этой линии с 29 августа 2011 года[2][3].
- Бразилия — переход с колеи 1435 мм (4 фута, 8,5 дюйма) на колею Бразилии 1000 мм (3 фута, 3,375 дюйма).

## Изображения

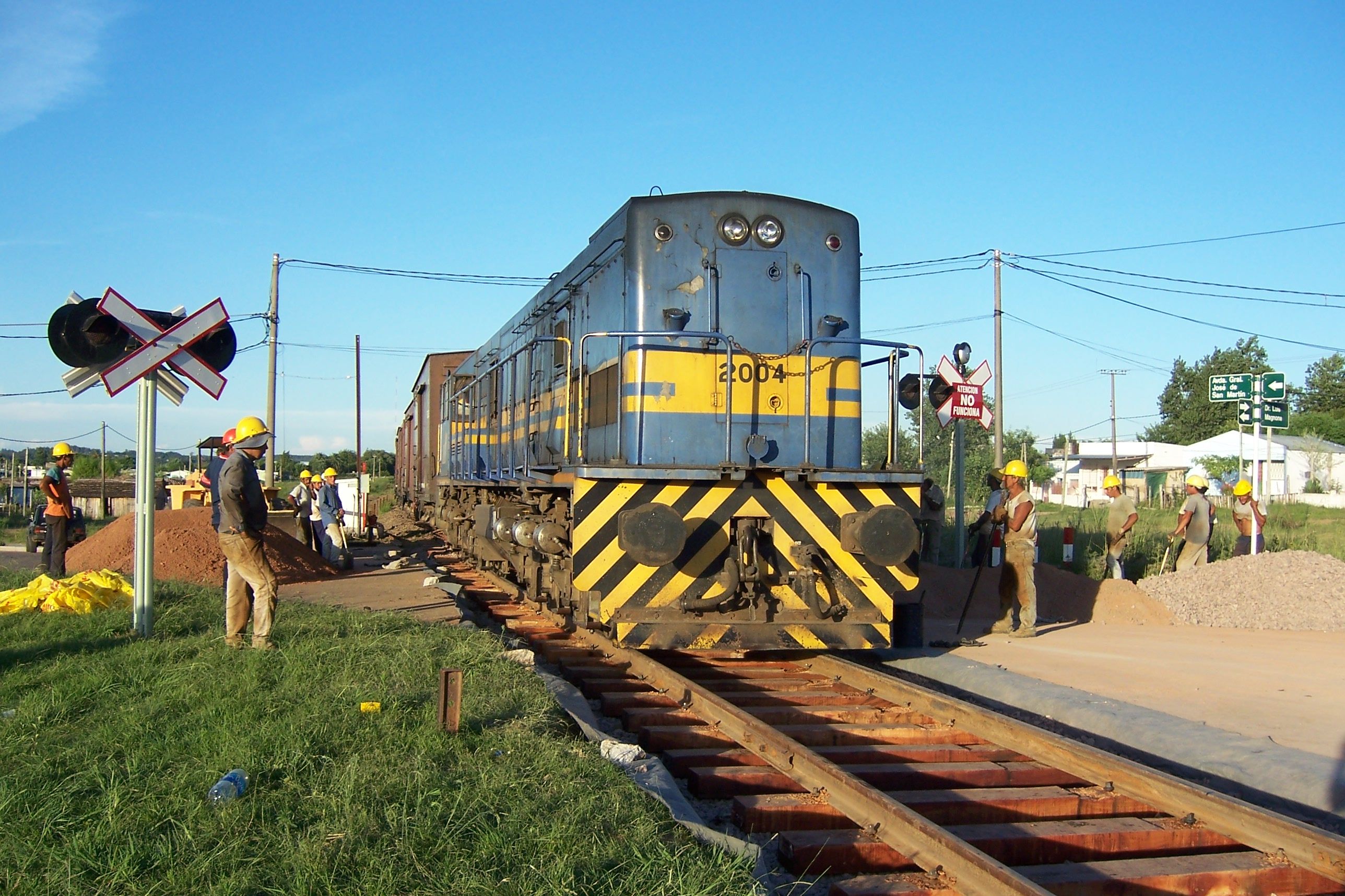
Канадский локомотив C-18. Снимок был сделан в ходе реконструкции переезда в городе Такуарембо
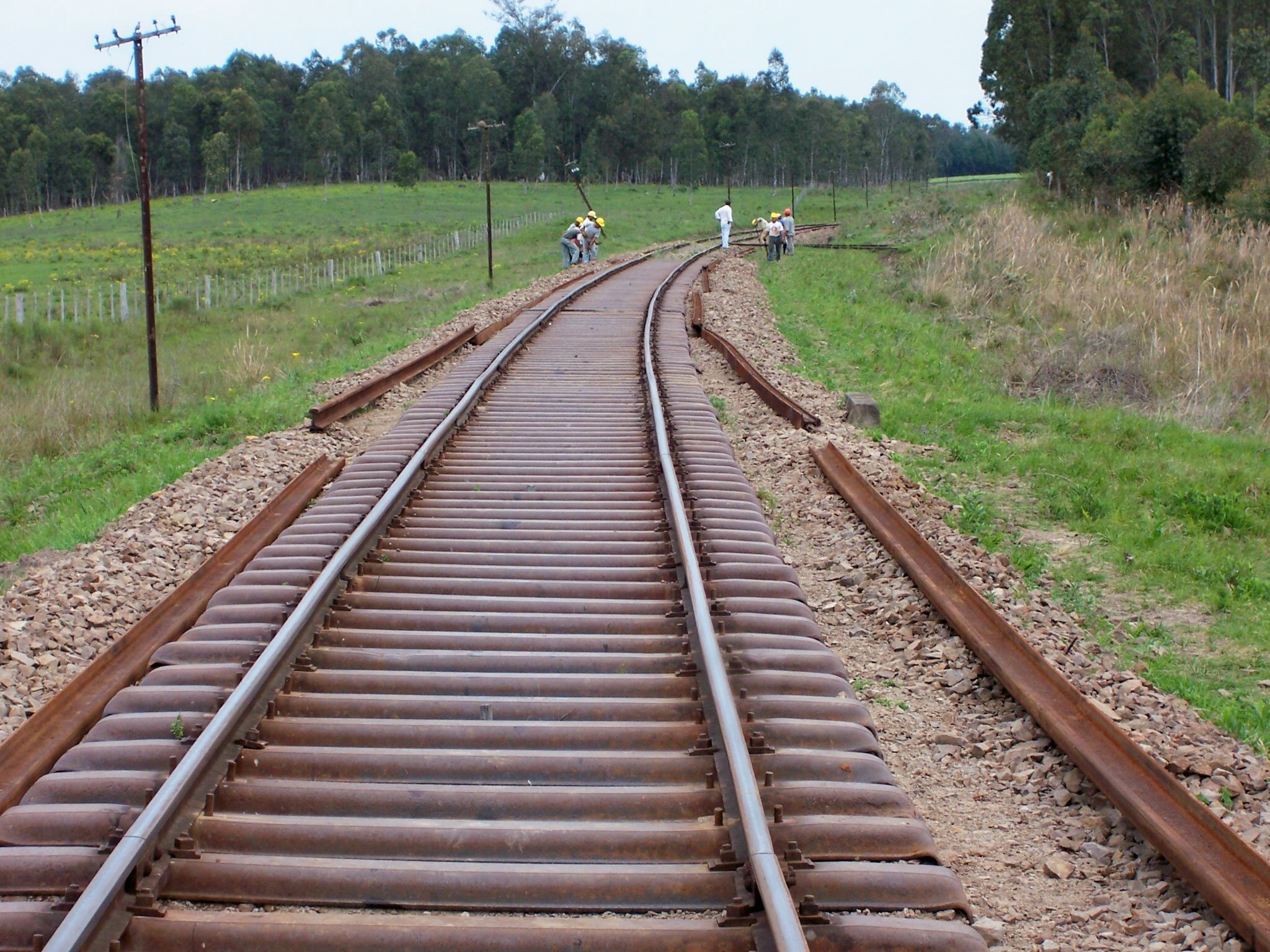
Ремонтные работы на линии Пинтадо - Ривера